# Siphon (tuyau)
Cet article concerne le principe du siphonage. Pour la zone naturellement noyée d'un cours d'eau souterrain, voir Siphon (spéléologie). Pour le dispositif artificiel installé sur une canalisation, voir Siphon hydraulique.
Pour les articles homonymes, voir Siphon.
Un siphon est un tuyau servant à transvaser des liquides selon le principe des vases communicants.
Le mot siphon vient du grec σίφων  signifiant tube.

## Fonctionnement
|  |  |

Une extrémité du siphon (entrée) est placée dans le récipient supérieur. Le siphon doit être rempli de liquide, soit avant la mise en place, soit par un amorçage consistant à créer une dépression (par aspiration) qui permet au liquide du réservoir de s'engager dans le tuyau. 
Lorsque l'autre extrémité (sortie) du tuyau est descendue à un niveau inférieur au niveau du réservoir, le liquide s'écoule. L'énergie nécessaire au mouvement est celle de la chute du liquide entre le niveau du réservoir supérieur et la hauteur du tuyau de sortie s'il est à l'air libre, ou le niveau d'un réservoir inférieur, si le tuyau y plonge. La profondeur à laquelle se trouve l'extrémité d'entrée n'intervient pas (tant qu'elle reste plongée dans le liquide). 
Si le niveau de sortie est remonté plus haut que celui du liquide dans le réservoir supérieur, le mouvement s'inverse et le siphon se désamorce si de l'air peut s'y introduire à la place du liquide. 
Souvent, on parle de « siphonnage » d'essence lorsqu'une personne cherche à vider son réservoir.

## Théorie
Pour que le siphon fonctionne il faut qu'il soit rempli d'un fluide. Cette condition est nécessaire car le siphon fonctionne grâce à une différence de pressions, la colonne de fluide qui tombe vers le réservoir récepteur crée une pression plus faible en son sommet. 
Mais la pression au sommet, par définition, ne peut pas être nulle. En applicant le théorème de Bernoulli entre le sommet du siphon et le point B (voir paragraphe suivant), on montre que :
{\displaystyle P_{sommet}=P_{atm}-\rho gH}, où H est la hauteur du siphon. 
Le cas limite au la pression s'annule donne : {\displaystyle H_{max}={\frac {P_{atm}}{\rho g}}}. 
L'application numérique pour de l'eau donne une hauteur de siphon de 10, 3 mètres environ. Il n'y aura pas d'eau dans le tuyau au delà de cette distance. 
Historiquement, c'est ce qu'a mesuré Torricelli lorsqu'il a rempli une colonne sous vide avec de l'eau (afin de déterminer le niveau de la pression atmosphérique). 

### Vitesse d'écoulement: cas simplifié

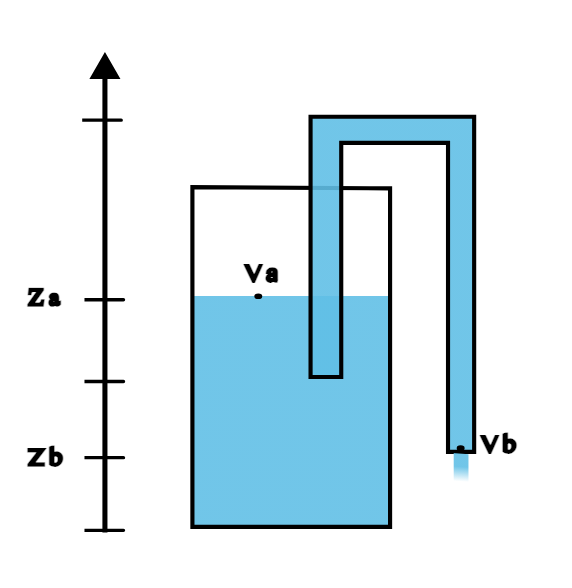

Afin d'expliquer la physique du siphon, nous partons de plusieurs hypothèses sur ce dernier: nous supposons qu'il est soumis à un champ de pesanteur, que le fluide est parfait, continu et incompressible et que les parois du siphon sont parfaitement lisses.
Dans le premier cas nous considérons la section du réservoir très grande devant la section du tuyau : : {\displaystyle S_{A}>>S_{B}} de ce fait la vitesse : {\displaystyle v_{A}} du fluide dans le réservoir peut être considérée comme nulle. 
{\displaystyle {\frac {1}{2}}\rho v_{A}^{2}+\rho gz_{A}+P_{A}={\frac {1}{2}}\rho v_{B}^{2}+\rho gz_{B}+P_{B}}
Les points {\displaystyle A} et {\displaystyle B} sont tous deux à pression atmosphérique
{\displaystyle {\frac {1}{2}}\rho v_{A}^{2}+\rho gz_{A}={\frac {1}{2}}\rho v_{B}^{2}+\rho gz_{B}}
{\displaystyle \rho gz_{A}={\frac {1}{2}}\rho v_{B}^{2}+\rho gz_{B}}
{\displaystyle {\frac {1}{2}}v_{B}^{2}=g(z_{A}-z_{B})}
{\displaystyle v_{B}={\sqrt {2g(z_{A}-z_{B})}}}

### Surface du réservoir vs section du tuyau
L'hypothèse S_A >> S_B simplifie les calculs mais peut rapidement être erronée lorsque la surface du récipient siphoné se trouve ne pas être si grande devant la surface du tuyau servant à siphoner.
En tenant compte de cette considération :
On part du théorème de Bernoulli : 
{\displaystyle {\frac {1}{2}}\rho v_{A}^{2}+\rho gz_{A}+P_{A}={\frac {1}{2}}\rho v_{B}^{2}+\rho gz_{B}+P_{B}}
Les points {\displaystyle A} et {\displaystyle B} sont tous deux à pression atmosphérique
{\displaystyle {\frac {1}{2}}\rho v_{A}^{2}+\rho gz_{A}={\frac {1}{2}}\rho v_{B}^{2}+\rho gz_{B}}
Par conservation du débit volumique {\displaystyle S_{A}v_{A}=S_{B}v_{B}} on obtient : 
{\displaystyle {\frac {1}{2}}\rho ({\frac {S_{B}}{S_{A}}})^{2}v_{B}^{2}+\rho gz_{A}={\frac {1}{2}}\rho v_{B}^{2}+\rho gz_{B}}
{\displaystyle {\frac {1}{2}}\rho v_{B}^{2}(1-({\frac {S_{B}}{S_{A}}})^{2})+\rho gz_{B}=\rho gz_{A}}
{\displaystyle {\frac {1}{2}}\rho v_{B}^{2}(1-({\frac {S_{B}}{S_{A}}})^{2})=\rho g(z_{A}-z_{B})}
{\displaystyle v_{B}^{2}={\frac {2g(z_{A}-z_{B})}{1-({\frac {S_{B}}{S_{A}}})^{2}}}}
{\displaystyle v_{B}={\sqrt {\frac {2g(z_{A}-z_{B})}{1-({\frac {S_{B}}{S_{A}}})^{2}}}}}
La vitesse de sortie : {\displaystyle v_{B}} ne varie qu'en fonction de la différence de hauteur.

### Viscosité
En prenant en compte les frottements et en considérant que l'écoulement du fluide siphoné est laminaire on peut exprimer la vitesse de sortie : {\displaystyle v_{B}} d'une autre manière avec la loi de Poiseuille :
{\displaystyle Q={\frac {\pi R^{4}\Delta P}{8\eta L}}}
Avec : {\displaystyle Q} le débit volumique, {\displaystyle \eta } la viscosité du fluide, {\displaystyle L} la longueur du tube et {\displaystyle R} le rayon du tube.
D'après l'expression du débit volumique : 
{\displaystyle Q=vS}
En appliquant la loi de Poiseuille au point : {\displaystyle B} :
{\displaystyle v_{B}={\frac {Q}{S_{B}}}={\frac {\pi R^{4}\Delta P}{8\eta L_{B}\pi R^{2}}}}
{\displaystyle v_{B}={\frac {Q}{S_{B}}}={\frac {R^{2}\Delta P}{8\eta L_{B}}}}
D'après le principe fondamental de l'hydrostatique : 
{\displaystyle \Delta P=\rho g\Delta z}
Donc : 
{\displaystyle v_{B}={\frac {Q}{S_{B}}}={\frac {R^{2}\rho g\Delta z}{8\eta L_{B}}}}
{\displaystyle v_{B}} dépend encore uniquement de la différence de hauteurs, plus la différence de hauteur : {\displaystyle \Delta z} va diminuer, plus la vitesse : {\displaystyle v_{B}} diminuera.
Plus la viscosité du fluide est grande, plus sa vitesse est petite. Une viscosité plus élevée induit une résistance au mouvement, de ce fait la force de pression atmosphérique est insuffisante pour pousser le fluide dans le tube.

## Utilité
Les premières utilisations du siphon datent de l'Égypte antique. Ils servaient à séparer le vin de sa lie afin qu'il ne soit pas servi trouble. 
Le siphon était aussi utilisé en Grèce antique afin de confectionner la coupe de Pythagore qui se vidait grâce à un système de siphon quand on servait trop de vin dans le verre.
Le siphon est encore utilisé de nos jours. Il sert dans les centrales nucléaires pour la circulation du liquide de refroidissement. Il est utile dans certains systèmes de récupération d'eau pluviale pour déplacer l'eau d'un réservoir à un autre, ou pour déverser l'eau dans une zone spécifique.
Pour deux réservoirs d'essences à hauteurs différentes l'effet du siphon est utile pour transvaser le carburant d'un véhicule à l'autre.
Chacune des utilisations du siphon permet d'économiser de l'énergie en se servant de forces naturelles.

## Siphon inversé

Fonctionnement d’un siphon inversé.

Un siphon inversé, utilisant le principe des vases communicants, parfois combiné à un découplage gravitaire (autrement dit, une cascade), effectue le même travail qu’un siphon, mais par le bas. En cas de désamorçage, la pression du liquide est suffisante pour rétablir l'écoulement naturel entre les deux niveaux.
Il est utilisé pour assurer la continuité d'un aqueduc dans la traversée d'une vallée, d'une route ou d'un chemin et évite la construction d'un ouvrage d'art. L'aqueduc romain du Gier, qui alimentait Lyon, comprenait ainsi quatre ponts-siphons fonctionnant selon ce principe.
Le niveau à eau est une adaptation de ce principe.  